# 米奇耶誕嘉年華
《米奇耶誕嘉年華》（英語：Mickey's Twice Upon a Christmas）是2004年由迪士尼卡通工作室制作的米奇家族聖誕節動畫電影，于2004年11月9日由華特迪士尼家庭娛樂公司以錄像帶首映（录影带和DVD）的形式出版發行。該作是米老鼠系列原創電影中的首部3D電腦動畫，也是《米老鼠溫馨聖誕》（1999年）的續集，由五個與聖誕相關的短篇故事串连而成。
本片於2004年12月6日在香港由洲立影視代理发行DVD。2004年12月也在台灣由博偉家庭娛樂發行DVD，並在台灣迪士尼頻道上播出。中国大陆由中录德加拉以《米奇圣诞嘉年华》的名称率先发行VCD，之后又由泰盛文化以《米奇节日嘉年华》的名称发行DVD，并在CCTV-6 佳片有约上播出。

## 劇情

### 米妮與黛西的對決（Belles on Ice）
米妮和黛西在参加滑冰比赛，而她们各自的男友米奇和唐老鴨则在一旁观战。黛西开始嫉妒观众对米妮的欢呼声，并试图抢走米妮的风头。米妮一开始表演了几个大胆的滑冰特技，不断为自己获得引人注目的聚光灯，而不甘心的黛西召唤出了幻想曲河马，让它们成为她的滑冰助演，而她的对手米妮召唤出了许多短吻鳄。于是，实力不相上下的她们开始产生了争执，并把对方置于危险之中，然后试图用戏剧性的超高特技来吸引观众的注意力，而米奇和唐老鸭则在一旁提心吊胆地看着她们表演。当米妮被蒙住双眼做特技降落时，一不小心踩在被掉落在地的铃铛上摔出了场外，黛西前去扶起米妮，同时也为她的自私行为感到懊悔。米妮也有同样的感受，于是她们重归于好，一起表演了一个盛大的结局，并相互给对方圣诞祝福。

### 不可能的耶誕任務（Christmas: Impossible）
休依、杜依和路依与唐老鴨和黛西在鸭子堡的史高治叔叔的宅邸里一起庆祝平安夜。休依、杜依和路依在晚餐时间给史高治叔叔制造了麻烦后，史高治警告他们不要再犯他年轻时犯过的错误。休依、杜依和路依知道他们肯定都在圣诞老人的坏人名单上，所以他们前往北极，试图把他们的名字写在圣诞老人的好人名单上。在圣诞老人的工作间，三人试图找到圣诞老人存放好人名单的房间钥匙，却给正在准备圣诞礼物的精灵们制造了很多的麻烦，但最后他们帮助精灵们一同清理了被他们弄乱的圣诞礼物，拯救了圣诞节。在他们离开之前，他们幸运地找到了一个机会，把自己的名字加到好人名单上。然而，他们又加上了史高治叔叔的名字，因为他们知道他也没有被写在好人名单上。任务完成后，他们回到了家中。在圣诞节那天，他们为史高治叔叔找到了一份圣诞老人送的礼物，而且圣诞老人也给他们留下了一张纸条，解释他们为他人着想的行为使他们也被列入到了好人名单上，而且圣诞树后面还有更多的礼物。

### 麥斯的耶誕心事（Christmas Maximus）
年轻的麦斯带着他的女朋友梦娜回家见他的父亲高飞，打算一起庆祝圣诞节。然而，麦斯并不确定他是否想让梦娜见到他的父亲，因为他不想让他搞笑的父亲在梦娜面前出丑。麦斯一开始被爸爸弄得很尴尬，高飞给来接他们的普通汽车贴上豪华轿车的标签，并用许多圣诞彩灯装饰了房子，而且还给梦娜看了麦斯婴儿时的照片，还擦去麦斯脸上的可可。麦斯觉得自己在女朋友面前实在是太丢人了，当他离开家在外面疑惑的时候，他注意到他的围巾是高飞亲自给他做的，意识到高飞非常疼爱他这个儿子。然后麦斯忘记了尴尬的感觉，决定在爆米花制造机出故障时加入到他们的这场欢乐中来。麦斯试图让机器停下来，但他的衣服里全部装满了爆米花，直到他放手。当他的衣服在梦娜面前膨胀时，他感到很尴尬，但他还是很享受。接下来，高飞试图阻止机器暴走，但他被机器甩到了空中。麦斯、高飞和梦娜都被大量的爆米花从烟囱推到了屋顶上。接着，梦娜透露说她的牙齿与高飞和麦斯的一样，于是他们都笑着在屋顶上做着雪天使。

### 唐老鴨的禮物（Donald's Gift）
当唐老鸭从杂货店购物回家时，他开始做起了白日梦，梦到他错过了公交车。他跑过去追赶，但被一群祝福他圣诞快乐的人拖了下来，他们开始不停地唱着圣诞颂歌。唐老鸭越来越烦这些快乐的人们，在家里，他也很烦听到收音机里播放着同样的圣诞颂歌。当黛西和他的侄子们来找她一起去逛街的时候，唐老鸭很生气，表示他只想呆在家里，这样比较清静，但黛西还是把他拖了出来。在商场里，唐老鸭拿起一杯热巧克力，发现街上各种各样的东西似乎都在演奏同一首圣诞颂歌，唐老鸭认为他躲在一个秘密的房间里会比较安静一些，在那里他发现电子机械人全都在不停地唱圣诞颂歌。唐老鸭忍无可忍立即破坏了它们，直到他发现他正在破坏鼠王的圣诞表演，而在外面的黛西、休依、杜依、路依和观众们都想看这场表演。杜依为了避免惹上公众的麻烦，谎称他们不认识唐老鸭。黛西也同意了，带着侄子们离开了。于是唐老鸭被商场保安赶出了商场，原因是他缺乏圣诞精神，并破坏了“鼠王秀”。情绪低落的唐老鸭独自走回家，他对自己缺乏圣诞精神感到十分内疚。他发现有人在唱圣诞颂歌时遇到了困难，于是他敦促并指导唱这首歌的人们歌唱。当黛西、休依、杜依、路依看到了他并前来找他时，唐老鸭为自己的自私行为向所有人道歉，然后加入了聚集在圣诞树旁的镇民们，快乐地唱着圣诞颂歌。

### 米奇的夥伴耶誕失蹤記（Mickey's Dog-Gone Christmas）
米奇正在精心布置圣诞派对，而他的好伙伴布鲁托则一直在打断他。当布鲁托试图通过把星星放在圣诞树上来帮助米奇时，它在无意中破坏了所有的圣诞装饰，特别是撞倒了圣诞树，然后沮丧的米奇开始训斥布鲁托，并把他送到狗屋里作为对它的惩罚。伤心的布鲁托觉得自己被主人抛弃了，决定离家出走，然后它跳上火车发现自己被送到了北极，于是圣诞老人的驯鹿收养了它。米奇重新采购了圣诞装饰回到家中，重新开始装饰起房子，并为他对布鲁托大发脾气而感到羞愧，试图与它和解，却意外发现它失踪了。焦急的米奇在外面到处张贴“走失狗”的海报，最后在百货公司看到了圣诞老人，结果发现圣诞老人居然是真的，于是他开始向圣诞老人求助。与此同时，闷闷不乐的布鲁托开始想家了，最后在圣诞老人和驯鹿的帮助下，布鲁托回到了家中。史高治叔叔、麦斯、高飞和米妮来到了米奇的家门口，他们正打算要帮助米奇一起寻找布鲁托，当看到布鲁托平安无事回到家後，每个人都庆祝布鲁托的回归，甚至包括唐老鸭和黛西，它们刚刚与休依、杜依和路依一起出现。大家一起进了屋，米妮被米奇所布置的装饰给迷住了，最后布鲁托完成了圣诞树的装饰。

## 配音演員
| 角色 | 英語原聲        | 國語配音 | 粵語配音 |
| --- | --------------- | -------- | -------- |
| 米奇（Mickey Mouse） | 维恩·奥尔温     | 吳文民   | 曾炳輝   |
| 唐老鴨（Donald Duck） | 东尼·安瑟莫     | 謝文德   | 關信培   |
| 高飛（Goofy） | 比尔·法玛尔     | 陳明陽   | 傅青衛   |
| 布鲁托（Pluto） | 比尔·法玛尔     | 原聲     | 原聲     |
| 米妮（Minnie Mouse） | 露丝·泰勒       | 林芳雪   | 莫蒨茹   |
| 黛西（Daisy Duck） | 特雷莎·麦克尼尔 | 劉小芸   | 郭碧珍   |
| 史高治（Scrooge McDuck） | 阿蘭·揚         | 胡立成   | 李忠強   |
| 麥斯（Max Goof） | 詹森·馬斯登     | 于正昌   | 陳仕文   |
| 夢娜（Mona） | 凯莉·马丁       | 許淑嬪   | 林小寶   |
| 休依（Huey） | 露丝·泰勒       | 劉小芸   | 陳安瑩   |
| 杜依（Dewey） | 露丝·泰勒       | 林芳雪   | 陳安瑩   |
| 路依（Louie） | 露丝·泰勒       | 許淑嬪   | 陳安瑩   |
| 旁白（Narrator） | 克里夫·雷维尔   | 康殿宏   | 葉振邦   |
| 其他配音員 |                 |          |          |
| 國語：洪明、陳麗雅、齊家、黃紹明、王曉明、周明、范文安、崔幗夫、王彬、曾詩淳、劉季莊 粵語：李建良、黃文偉、邵美君、吳錦源、古明華 |                 |          |          |

## 配音製作人員
台灣國語版製作人員
- 導演：劉小芸
- 翻譯：洪紫晶
- 製作：景平工作室
- 錄音室：明立錄音室
- 製作統籌：古慧宜
- 國語版製作：DISNEY CHARACTER VOICES INTERNATIONAL, INC.

香港粵語版製作人員
- 導演：謝月美
- 翻譯：黃國新
- 製作：SOUND SUPPLY LTD
- 錄音室：SOUND SUPPLY LTD
- 創作總監/粵語版製作：DISNEY CHARACTER VOICES INTERNATIONAL, INC.

## 歌曲
台灣國語版
- 《給我光彩》（主唱：謝文德）
  - 音樂監製：謝文德
  - 填詞：劉小芸

香港粵語版
- 《使我感到我很好》（主唱：張繼聰）
- 《祝你聖誕快樂/慶祝佳節/叮噹叮》（主唱：陶贊新、高少華、白嘉倩、黃偉年、關信培）
  - 音樂監製：陶贊新
  - 填詞：陳文剛

## 外部連結
- 《米奇耶誕嘉年華》 （页面存档备份，存于） - 迪士尼電影（英文）
- 《米奇耶誕嘉年華》 - 迪士尼電影版卡通 （页面存档备份，存于）（繁體中文）
- 《米奇耶誕嘉年華》 - 迪士尼電影資料庫 （页面存档备份，存于）（繁體中文）
- 互联网电影数据库（IMDb）上《米奇耶誕嘉年華》的资料（英文）
- 豆瓣电影上《米奇耶誕嘉年華》的資料 （简体中文）
- AllMovie上《米奇耶誕嘉年華》的资料（英文）
- 爛番茄上《米奇耶誕嘉年華》的資料（英文）